# Rotylenchus robustus
Rotylenchus robustus is een rondwormensoort. De wetenschappelijke naam van de soort is voor het eerst geldig gepubliceerd in 1876 door de Man.